# Nguyễn Hồ Hải
Nguyễn Hồ Hải (sinh ngày 26 tháng 10 năm 1977) là một chính khách Việt Nam. Ông hiện là Bí thư Tỉnh ủy Cà Mau.
Ông từng là Đại biểu Hội đồng nhân dân TP. Hồ Chí Minh khoá IX (2016 – 2021), Phó Bí thư thường trực Thành ủy Thành phố Hồ Chí Minh nhiệm kì 2020 - 2025.

## Tiểu sử và học vấn
- Ông sinh năm 1977, có quê quán tại xã Phước Vĩnh An, huyện Củ Chi, Thành phố Hồ Chí Minh.
- Tiến sĩ Quản trị Kinh doanh
- Thạc sĩ Quản lý đô thị
- Kỹ sư Xây dựng
- Cử nhân Kinh tế
- Cao cấp Lý luận Chính trị

## Quá trình công tác

### Thành phố Hồ Chí Minh
- Từ tháng 6 năm 2000 đến tháng 1 năm 2005: Ông công tác tại Công ty Quản lý Kinh doanh nhà TP.HCM, giữ chức Phó Trưởng phòng, sau là Trưởng phòng Tổ chức Hành chính.
- Ông được kết nạp vào Đảng Cộng sản Việt Nam ngày 13 tháng 7 năm 2004.
- Từ tháng 01 năm 2005 đến tháng 3 năm 2005: Ông là Phó Trưởng phòng Quản lý đô thị Quận 8.
- Từ tháng 3 năm 2005 đến tháng 02 năm 2008: Ông là Phó Trưởng phòng, sau là Trưởng phòng Phòng Tài nguyên - Môi trường Quận 8. Từ tháng 6 năm 2007, Ông là Ủy viên Ban Chấp hành Đảng bộ Quận 8.
- Từ tháng 02 năm 2008 đến tháng 7 năm 2010: Ông là Quận ủy viên, Phó Chủ tịch Ủy ban nhân dân Quận 8;
- Từ tháng 7 năm 2010 đến tháng 01 năm 2013: Ông là Ủy viên Ban Thường vụ Quận ủy Quận 8, Phó Chủ tịch Ủy ban nhân dân Quận 8.
- Từ tháng 01 năm 2013 đến tháng 6 năm 2014: Ông là Phó Bí thư Quận ủy Quận 8.
- Từ tháng 6 năm 2014 đến tháng 8 năm 2015: Ông là Bí thư Quận ủy Quận 8.
- Từ tháng 8 năm 2015 đến tháng 4 năm 2019: Ông là Bí thư Quận ủy Quận 3.
- Tháng 10 năm 2015, ông được bầu làm Ủy viên Ban Chấp hành Đảng bộ Thành phố khóa X (nhiệm kỳ 2015 - 2020).
- Tháng 5 năm 2016, ông trúng cử Đại biểu Hội đồng nhân dân TP. Hồ Chí Minh khoá IX (2016 – 2021).
- Ngày 11 tháng 4 năm 2019, Bí thư Thành ủy TPHCM Nguyễn Thiện Nhân đã trao quyết định điều động, bổ nhiệm ông giữ chức Trưởng ban Tổ chức Thành ủy.
- Ngày 2 tháng 10 năm 2019, tại Hội nghị lần thứ 32 Ban Chấp hành Đảng bộ Thành phố khóa X nhiệm kỳ 2015-2020, Thành ủy TP.HCM đã thống nhất bầu bổ sung ông vào ủy viên Ban thường vụ Thành ủy TP.HCM nhiệm kỳ 2015-2020.
- Tháng 10 năm 2020, tại Đại hội Đại biểu Đảng bộ Thành phố Hồ Chí Minh lần thứ XI, Ban Chấp hành Đảng bộ Thành phố đã bầu ông làm Phó Bí thư Thành ủy Thành phố Hồ Chí Minh.
- Tháng 5 năm 2021, ông tiếp tục trúng cử Đại biểu Hội đồng nhân dân TP. Hồ Chí Minh khoá X (2021 – 2026).
- Ngày 29 tháng 12 năm 2023, Ban Thường vụ Thành ủy TP.HCM phân công ông làm Phó Bí thư thường trực Thành ủy TP.HCM.
- Ngày 4 tháng 1 năm 2024, Ban Thường vụ Thành ủy TP.HCM vừa có quyết định bổ sung ông giữ vị trí Phó Trưởng Ban Chỉ đạo phòng, chống tham nhũng, tiêu cực TP.HCM.

### Tỉnh ủy Cà Mau
- Ngày 18 tháng 1 năm 2025, tại Trung tâm Hội nghị tỉnh Cà Mau, Trưởng ban Tổ chức Trung ương Lê Minh Hưng đã công bố và trao quyết định của Bộ Chính trị về việc điều động, chỉ định ông giữ chức Bí thư Tỉnh ủy Cà Mau và chỉ định tham gia Đảng ủy Quân khu 9 nhiệm kỳ 2020 - 2025.

## Khen thưởng
- Huân chương Lao động hạng Ba năm 2011.